# Hôpital adventiste de Hong Kong
L’hôpital adventiste de Hong Kong (en chinois, 香 港 港 安 醫 院) est un centre hospitalier adventiste à Hong Kong en Chine.

## Histoire
À la fin des années 1960, le médecin adventiste Harry Miller initia le projet de bâtir cet hôpital. Dr Chan Chun, le fondateur de Crocodile Garments Limited, fit un premier don d’un million de dollars pour le projet. Grâce aux efforts des fondateurs, d’autres fonds affluèrent, et l’hôpital fut inauguré en 1971,.

## Services
- Clinique du traitement de la fibroïde
- Clinique du traitement du sein
- Centre d’audiologie
- Clinique du traitement des hémorroïdes
- Clinique du traitement des calculs rénaux
- Centre de cardiologie[3]
- Service d'endoscopie
- Centre de traitement du cancer[4]

L’hôpital adventiste de Hong Kong est engagé dans la prévention sanitaire. Il possède un centre de gestion du mode de vie, enseignant les huit principes naturels de la santé (préconisés par l'Église adventiste),.